# (3556) Lixiaohua
(3556) Lixiaohua (1964 UO) – planetoida z pasa głównego asteroid okrążająca Słońce w ciągu 5,62 lat w średniej odległości 3,16 j.a. Została odkryta w obserwatorium Astronomicznym Zijinshan 30 października 1964 roku.